# .mg
.mg je vrhovna internetska domena (country code top-level domain - ccTLD) za Madagaskar. Domenom upravlja Mrežni informacijski centar Madagaskara.

## Vanjske poveznice
- IANA .mg whois informacija  Arhivirana inačica izvorne stranice od 7. rujna 2008. (Wayback Machine)